# Yoshihiro Uchimura
Yoshihiro Uchimura (内村 圭宏 Uchimura Yoshihiro?), född 24 augusti 1984 i Oita prefektur, är en japansk fotbollsspelare.
Uchimura började sin karriär 2003 i Oita Trinita. Efter Oita Trinita spelade han för Ehime FC, Hokkaido Consadole Sapporo och FC Imabari. Han avslutade karriären 2019.